# Philip Francis Pocock
Philip Francis Pocock (né le 2 juillet 1906 à St Thomas en Ontario et décédé le 6 septembre 1984) est un prélat canadien de l'Église catholique. Il fut notamment archevêque de l'archidiocèse de Toronto en Ontario de 1971 à 1978, archevêque de l'archidiocèse de Winnipeg au Manitoba de 1952 à 1961 et évêque du diocèse de Saskatoon en Saskatchewan de 1944 à 1951.

## Biographie
Philip Francis Pocock est né le 2 juillet 1906 à St Thomas dans le Sud-Est de l'Ontario. Il étudia au séminaire Saint-Pierre (en) de London en Ontario. Il fut ordonné prêtre le 14 juin 1930 et devint un professeur de théologie morale et de droit canonique au séminaire St Peter's. En 1933, il partit étudier le droit canonique à Rome où il reçut un doctorat.
Le 7 avril 1944, il fut nommé évêque du diocèse de Saskatoon en Saskatchewan. Il fut consacré évêque le 29 juin de la même année par l'archevêque Ildebrando Antoniutti. Le 6 août 1951, il fut nommé archevêque coadjuteur de l'archidiocèse de Winnipeg au Manitoba et il en devint l'archevêque le 14 janvier de l'année suivante. Pendant qu'il était archevêque coadjuteur de Winnipeg, il avait le titre d'archevêque titulaire d'Aprus (de). Le 18 février 1961, il fut nommé archevêque coadjuteur de l'archidiocèse de Toronto en Ontario et il en devint l'archevêque le 30 mars 1971. Pendant qu'il était archevêque coadjuteur de Toronto, il avait le titre d'archevêque titulaire d'Isauropolis (de). Il démissionna le 27 avril 1978 et retourna en tant que curé de paroisse à Brampton en Ontario. Il décéda le 6 septembre 1984 et est inhumé à Thornhill en Ontario.